# Der Bombenanschlag von Oklahoma City
Der Bombenanschlag von Oklahoma City ist eine „Netflix Original Production“-Dokumentation aus dem Jahr 2025.

## Handlung
Erzählt wird aus Sicht von Betroffenen und Zeitzeugen, wie sie den Bombenanschlag vom 19. April 1995 auf das neunstöckige Alfred P. Murrah Federal Building in Oklahoma City erlebt haben, bei dem dieses fast vollständig zerstört wurde. Es hatte als Sitz mehrerer Behörden der US-Bundesregierung gedient. Im ersten Stock befand sich zudem ein Kindergarten; insgesamt starben 168 Menschen, davon 19 Kinder. Als Täter wurden die rechtsradikalen Timothy McVeigh – ein damals 26-jähriger Veteran aus dem Zweiten Golfkrieg –, Terry Nichols und Michael Fortier identifiziert und verurteilt. Die Betroffenen erzählen in Einzelinterviews ihre Sicht auf den damaligen Tag, private Foto- und Videoaufnahmen von ihnen werden neben Originalaufnahmen gezeigt. 
Thematisiert wird ebenfalls die Strafverfolgung des FBI, das zuerst anhand von Zeugenaussagen nach einem Pick-up mit zwei arabischaussehenden Menschen suchte, womit eine Verbindung in den Nahen Osten und dem islamistischen Terrorismus gezogen wurde. Eine Reporterin eines örtlichen Nachrichtensenders bemerkte, dass der 19. April der zweite Jahrestag der Erstürmung des Anwesens Mount Carmel der Branch Davidians in der Nähe von Waco im US-Bundesstaat Texas am 19. April 1993 war und es möglicherweise eine Racheaktion eines einheimischen Terroristen war.

## Synchronisation und Besetzung
Die deutschsprachige Fassung wurde von der VSI Group (Studio Berlin), die Dialogregie und das Dialogbuch von Dennis Sandmann sowie die Übersetzung von Verena Ritter erstellt.
| Besetzung        | Synchronsprecher |
| ---------------- | ---------------- |
| Bob Ricks        | Uwe Büschken     |
| Amy Downs        | Susanne Szell    |
| Lee Hancock      | Regina Gisbertz  |
| Carl Spengler    | Marco Wittorf    |
| Walt Lamar       | Marco Wittorf    |
| Danny Coulson    | Michael Noack    |
| Robin Marsh      | Tanja Fornaro    |
| Renee Moore      | Regina Gisbertz  |
| Scott Crabtree   | Nils Nelleßen    |
| Timothy Mcveigh  | Tino Kießling    |
| Charlie Hanger   | Michael Noack    |
| Jon Hersley      | Ulrich Blöcher   |
| Lou Michel       | Marco Wittorf    |
| Mike Mcpherson   | Ulrich Blöcher   |
| Kimberly Burgess | Tanja Fornaro    |
| Jeniger Reynols  | Frauke Poolman   |

## Hintergrund
Der Film erschien am 18. April 2025 und somit einen Tag vor dem 30. Jahrestag des Bombenanschlages.
Die Journalisten Dan Herbeck und Lou Michel des The Buffalo News haben während der Haft von McVeigh im Bundesgefängnis ADX Florence etwa 60 Stunden Interviewmaterial gesammelt, dessen Großteil nie jemand gehört habe, so Michel in der Dokumentation.